# Río Frío (afluente del Genil)
El río Frío es un río del sur de España perteneciente a la cuenca hidrográfica del Guadalquivir, que discurre en su totalidad por el territorio del oeste de la provincia de Granada. 

## Curso
El río Frío nace en la sierra de Loja, en el término municipal homónimo. Realiza un recorrido en dirección sur-norte a lo largo de unos 8 km hasta su desembocadura en el río Genil poco antes del embalse de Iznájar. 
Los cauces del río Frío y su afluente, el arroyo Salado, llevan agua abundante incluso en verano. Es famoso por su piscifactoría de truchas y esturiones, que también colabora en la recuperación de la especie autóctona Salmo trutta, muy amenazada por la alóctona trucha arcoíris (Oncorhynchus mykiss).